# Брукшир (Техас)
Брукшир (англ. Brookshire) — місто (англ. city) в США, в окрузі Воллер штату Техас. Населення — 5066 осіб (2020).

## Географія
Брукшир розташований за координатами 29°46′58″ пн. ш. 95°57′16″ зх. д. / 29.78278° пн. ш. 95.95444° зх. д. (29.782640, -95.954486).  За даними Бюро перепису населення США в 2010 році місто мало площу 9,05 км², уся площа — суходіл.

## Демографія
Згідно з переписом 2010 року, у місті мешкали 4702 особи в 1440 домогосподарствах у складі 1071 родини. Густота населення становила 519 осіб/км².  Було 1659 помешкань (183/км²).
Расовий склад населення:
| - 40,6 % — білих - 35,6 % — чорних або афроамериканців - 0,8 % — корінних американців - 0,4 % — азіатів - 19,7 % — осіб інших рас |

До двох чи більше рас належало 2,8 %. Частка іспаномовних становила 47,3 % від усіх жителів.
За віковим діапазоном населення розподілялося таким чином: 33,6 % — особи молодші 18 років, 58,0 % — особи у віці 18—64 років, 8,4 % — особи у віці 65 років та старші. Медіана віку мешканця становила 29,1 року. На 100 осіб жіночої статі у місті припадало 98,3 чоловіків;  на 100 жінок у віці від 18 років та старших — 96,4 чоловіків також старших 18 років.
Середній дохід на одне домашнє господарство  становив 42 158 доларів США (медіана — 31 523), а середній дохід на одну сім'ю — 44 666 доларів (медіана — 31 639). Медіана доходів становила 35 207 доларів для чоловіків та 20 905 доларів для жінок. За межею бідності перебувало 21,5 % осіб, у тому числі 29,1 % дітей у віці до 18 років та 0,0 % осіб у віці 65 років та старших.
Цивільне працевлаштоване населення становило 2026 осіб. Основні галузі зайнятості: освіта, охорона здоров'я та соціальна допомога — 21,2 %, роздрібна торгівля — 18,6 %, мистецтво, розваги та відпочинок — 13,0 %, науковці, спеціалісти, менеджери — 10,7 %.